# Benoit Carré
Pour les articles homonymes, voir Carré (homonymie).
Benoit Carré est un chanteur, compositeur, musicien et acteur français né le 27 mai 1970 à Antony.

## Biographie
Benoit Carré forme le trio Lilicub en 1993 avec la chanteuse Catherine Diran et le bassiste Philippe Zavriew. Ils sont nommés en 1997 pour les victoires de la musique, catégorie « révélation de l'année » pour la célèbre chanson Voyage en Italie.
Après avoir sorti six albums, dont deux au Japon, il enregistre en 2012 son premier album au Célibatorium, résidence pour l'accueil de célibataires de la centrale électrique à charbon située dans le Nord à Pont-sur-Sambre - aujourd'hui centrale électrique thermique fonctionnant au gaz naturel et parc éolien, avec la complicité du chanteur-compositeur Jean-Christophe Urbain. Y figure En commun un duo avec sa sœur, la comédienne Isabelle Carré,. L'album est mixé à Paris par Bruno Dejarnac.
Benoit Carré a signé plusieurs chansons pour d'autres interprètes, dont L'enfer et le paradis de Françoise Hardy, Take care d'Imany ou encore un texte pour Johnny Hallyday : Devant toi, aux éditions Remark,.
Il réalise plusieurs titres sur deux albums des chanteuses japonaises Taeko Onuki et Noriko Katō.
Il est le frère de la comédienne Isabelle Carré.
En 2016, il arrange et produit les chansons Mister Shadow et Daddy's Car composée par l'intelligence artificielle du Sony CSL Research Laboratory.
En 2018, sous le pseudonyme SKYGGE (ombre en Danois, inspiré du conte L'Ombre de Hans Christian Andersen), Benoit Carré sort Hello World en collaboration avec divers artistes (Stromae, C Duncan, Kyrie Kristmanson, Camille Bertault, The Pirouettes, Mederic Collignon, Laurent Bardainne, JATA, Kiesza), premier album pop composé avec l'aide d'une intelligence artificielle du Sony CSL Research Laboratory.
En 2019, sous le même pseudonyme, Benoit Carré sort un EP American Folk Songs dans lequel il revisite 5 A cappella de folk traditionnelle américaine qu'il a entièrement harmonisé et produit avec l'aide d'un prototype d'intelligence artificielle qu'il a co-développé au seing de l'équipe de recherche (CTRL) chez Spotify dirigée par François Pachet.
En 2022, il collabore avec le collectif d'artistes OYÉ label et sort l'album Melancholia, une recherche sur le son avec des outils d'intelligence artificielle développés par le laboratoire CTRL de Spotify.
En 2023, il est un des cinq experts nommés au sein du Comité de l’IA générative du Ministère de la Culture.
En 2024, sort l'EP Clo_w_ns, dans lequel Benoit Carré, toujours sous le pseudonyme de SKYGGE explore le clonage vocal en hybridant des voix. Il y reprend la chanson Send In the Clowns composée par Stephen Sonheim.

## Discographie
Site officiel

### Lilicub
- LP 1 Lilicub (1995) - Remark
- LP 2 La grande vacance (1998) - Island
- LP 3 La douce vie (1999) - Polygram Japan
- LP 4 Zoom (2002) - XIII bis / Warner
- LP 5 Nouvelle vague (2002) - MadFrench
- LP 6 Papa a fait mai 68 (2008) - Underdog Records

### Hommages
- Antônio Carlos Jobim (2000) - Wave
- Michel Polnareff (2001) - Tout pour ma chérie
- Boby Lapointe (2002) - Ta Katie t'a quitté

### Réalisations
- Taeko Onuki (1999-2002) Ensemble & Attraction EMI Japon
- Noriko Katō (1999) La fraise EMI Japon